# Henri Lepage (esgrimidor)
Henri Lepage (Épinal, 30 de abril de 1908-Épinal, 26 de octubre de 1996) fue un deportista francés que compitió en esgrima, especialista en la modalidad de espada.
Participó en los Juegos Olímpicos de Londres 1948, obteniendo una medalla de oro en la prueba por equipos. Ganó una medalla de oro en el Campeonato Mundial de Esgrima de 1947.

## Palmarés internacional
| Juegos Olímpicos   | Juegos Olímpicos      | Juegos Olímpicos | Juegos Olímpicos   |
| Año                | Lugar                 | Medalla          | Prueba             |
| ------------------ | --------------------- | ---------------- | ------------------ |
| 1948               | Londres (Reino Unido) | Medalla de oro   | Espada por equipos |
| Campeonato Mundial |                       |                  |                    |
| Año                | Lugar                 | Medalla          | Prueba             |
| 1947               | Lisboa (Portugal)     | Medalla de oro   | Espada por equipos |